# Asiatiska mästerskapen i taekwondo 2024
Asiatiska mästerskapen i taekwondo 2024 arrangerades mellan den 16 och 18 maj 2024 i Da Nang i Vietnam. Det var den 26:e upplagan av asiatiska mästerskapen i taekwondo.

## Medaljörer

### Herrar
| Gren   | Guld                            | Silver                        | Brons                                |
| 54 kg  | Riad Hamdi · Saudiarabien       | Shahzaib Khan · Pakistan      | Jakhongir Khudayberdiev · Uzbekistan |
| 54 kg  | Riad Hamdi · Saudiarabien       | Shahzaib Khan · Pakistan      | Yang Hui-chan · Sydkorea             |
| 58 kg  | Mehdi Haji Mousaei · Iran       | Park Tae-joon · Sydkorea      | Bae Jun-seo · Sydkorea               |
| 58 kg  | Mehdi Haji Mousaei · Iran       | Park Tae-joon · Sydkorea      | Abolfazl Zandi · Iran                |
| 63 kg  | Jang Jun · Sydkorea             | Napat Sritimongkol · Thailand | Zhang Hao · Kina                     |
| 63 kg  | Jang Jun · Sydkorea             | Napat Sritimongkol · Thailand | Matin Rezaei · Iran                  |
| 68 kg  | Jin Ho-jun · Sydkorea           | Banlung Tubtimdang · Thailand | Chiu Yi-jui · Kinesiska Taipei       |
| 68 kg  | Jin Ho-jun · Sydkorea           | Banlung Tubtimdang · Thailand | Diyorbek Tukhliboev · Uzbekistan     |
| 74 kg  | Lee Sang-ryeol · Sydkorea       | Kim Tae-wook · Sydkorea       | Cai Zhaoxun · Kina                   |
| 74 kg  | Lee Sang-ryeol · Sydkorea       | Kim Tae-wook · Sydkorea       | Najmiddin Kosimkhojiev · Uzbekistan  |
| 80 kg  | Jasurbek Jaysunov · Uzbekistan  | Ali Khoshravesh · Iran        | Seo Geon-woo · Sydkorea              |
| 80 kg  | Jasurbek Jaysunov · Uzbekistan  | Ali Khoshravesh · Iran        | Saleh Al-Sharabaty · Jordanien       |
| 87 kg  | Mohammad Hossein Yazdani · Iran | Mehran Barkhordari · Iran     | Fahed Ammar Sbeihi · Jordanien       |
| 87 kg  | Mohammad Hossein Yazdani · Iran | Mehran Barkhordari · Iran     | Meng Mingkuan · Kina                 |
| +87 kg | Arian Salimi · Iran             | Park Woo-hyeok · Sydkorea     | Lee Meng-en · Kinesiska Taipei       |
| +87 kg | Arian Salimi · Iran             | Park Woo-hyeok · Sydkorea     | Wang Yaoxi · Kina                    |

### Damer
| Gren   | Guld                          | Silver                                    | Brons                              |
| 46 kg  | Wang Shiyi · Kina             | Kamonchanok Seeken · Thailand             | Kang Mi-reu · Sydkorea             |
| 46 kg  | Wang Shiyi · Kina             | Kamonchanok Seeken · Thailand             | Saeideh Nassiri · Iran             |
| 49 kg  | Wang Xiaolu · Kina            | Panipak Wongpattanakit · Thailand         | Trương Thị Kim Tuyền · Vietnam     |
| 49 kg  | Wang Xiaolu · Kina            | Panipak Wongpattanakit · Thailand         | Kang Bo-ra · Sydkorea              |
| 53 kg  | Dunya Abutaleb · Saudiarabien | Chutikan Jongkolrattanawattana · Thailand | Park Hye-jin · Sydkorea            |
| 53 kg  | Dunya Abutaleb · Saudiarabien | Chutikan Jongkolrattanawattana · Thailand | Su Po-ya · Kinesiska Taipei        |
| 57 kg  | Kim Yu-jin · Sydkorea         | Mariya Sevostyanova · Kazakstan           | Lin Wei-chun · Kinesiska Taipei    |
| 57 kg  | Kim Yu-jin · Sydkorea         | Mariya Sevostyanova · Kazakstan           | Laetitia Aoun · Libanon            |
| 62 kg  | Sasikarn Tongchan · Thailand  | Feruza Sadikova · Uzbekistan              | Phạm Ngọc Châm · Vietnam           |
| 62 kg  | Sasikarn Tongchan · Thailand  | Feruza Sadikova · Uzbekistan              | Chang Jui-en · Kinesiska Taipei    |
| 67 kg  | Bạc Thị Khiêm · Vietnam       | Song Jie · Kina                           | Kwak Min-ju · Sydkorea             |
| 67 kg  | Bạc Thị Khiêm · Vietnam       | Song Jie · Kina                           | Chiu Shao-hsuan · Kinesiska Taipei |
| 73 kg  | Myeong Mi-na · Sydkorea       | Melika Mirhosseini · Iran                 | Gulsanam Alijonova · Uzbekistan    |
| 73 kg  | Myeong Mi-na · Sydkorea       | Melika Mirhosseini · Iran                 | Xiao Shunan · Kina                 |
| +73 kg | Xu Lei · Kina                 | Song Da-bin · Sydkorea                    | Rodali Barua · Indien              |
| +73 kg | Xu Lei · Kina                 | Song Da-bin · Sydkorea                    | Svetlana Osipova · Uzbekistan      |

## Medaljtabell
*   Värdland ( Vietnam)
| Nr                   | Nation               | Guld | Silver | Brons | Totalt |
| -------------------- | -------------------- | ---- | ------ | ----- | ------ |
| 1                    | Sydkorea             | 5    | 4      | 7     | 16     |
| 2                    | Iran                 | 3    | 3      | 3     | 9      |
| 3                    | Kina                 | 3    | 1      | 5     | 9      |
| 4                    | Saudiarabien         | 2    | 0      | 0     | 2      |
| 5                    | Thailand             | 1    | 5      | 0     | 6      |
| 6                    | Uzbekistan           | 1    | 1      | 5     | 7      |
| 7                    | Vietnam*             | 1    | 0      | 2     | 3      |
| 8                    | Kazakstan            | 0    | 1      | 0     | 1      |
| 8                    | Pakistan             | 0    | 1      | 0     | 1      |
| 10                   | Kinesiska Taipei     | 0    | 0      | 6     | 6      |
| 11                   | Jordanien            | 0    | 0      | 2     | 2      |
| 12                   | Indien               | 0    | 0      | 1     | 1      |
| 12                   | Libanon              | 0    | 0      | 1     | 1      |
| Totalt (13 nationer) | Totalt (13 nationer) | 16   | 16     | 32    | 64     |